# Somerfield
Somerfield est une banlieue de la ville de Christchurch dans l’île du Sud de la Nouvelle-Zélande.

## Situation
La banlieue est bordée par le fleuve Heathcote et par  ‘Strickland Street’, ‘Milton Street’ et ‘Barrington Street’.

## Activités
La banlieue est de façon prédominante résidentielle et est connue pour sa grande variété d’arbres, spécialement le long des berges du fleuve  « Ōpāwaho / Heathcote River». 
«Somerfield School », «Somerfield Park » et un petit nombre de magasins sont localisés dans la banlieue de Somerfield.

## Histoire
Edward Bishop (en), un des premiers maires de Christchurch (en), était né à « Somerfield House» dans la ville de Maidstone, dans le Kent en Angleterre, en 1811.
Il vint à Christchurch sur le bateau nommé Charlotte Jane (en) avec tous ses enfants et  avec son plus jeune frère: Frederick Augustus Bishop (1818–1894)  et acheta des terrains au sud de la ville de Christchurch au niveau du fleuve Heathcote. 
Ils appelèrent leur ferme « Somerfield», d’après le nom de leur lieu de naissance  et ils apparaissent tous les deux dans la liste du juri de 1853 et sur les listes électorales comme vivant à cet endroit ,.

## Toponymie
Le nom de Somerfield a depuis été adopté comme le nom de la banlieue et de cette partie de la ville de Christchurch. 
Le domaine de 42 acres (16,996796964 ha) fut en 1864, la propriété de Richard Packer (en), qui en retour la passa à son fils: Henry William Packer (1831–1890).

## Démographie
Le secteur de Somerfield couvre 2,41 km2.
Il avait une population estimée à 6 890 résidents en juin 2021 avec une densité de population de 2 859 habitants par km2.
La localité de Somerfield avait une population de 6 783 habitants lors du recensement de 2018 en Nouvelle-Zélande, en augmentation de 9 personnes (0,1 %) depuis le recensement de 2013, et une augmentation de 267 personnes (4,1 %) depuis le recensement de 2006. 
Il y avait 21,649 logements. 
On notait la présence de 3,216 hommes et 3,564 femmes, donnant un sexe ratio de 0,9 homme pour une femme, avec 1,302 personnes (19,2 %) âgées de moins de 15 ans, 1,140 personnes (16,8 %) âgées de 15 à 29 ans , 3,168 personnes (46,7 %) âgées de 30 à 64 ans, et 1,176 personnes (17,3 %) âgées de 65 ans ou plus.
L’ethnicité était pour  89,6 % européens/Pākehā, 8,0 % Māori, 1,9 % personnes du Pacifique, 6,6 % asiatiques et 2,3 % d’une autre ethnicité (le total pouvant faire plus de 100 % dans la mesure où une personne peut s’identifier à de multiples ethnicités).
La proportion de personnes nées outre-mer était de 21,7 %, comparée avec les 27,1 % au niveau national.
Bien que certaines personnes objectent à donner leur religion, 54,9 % n’avaient aucune religion, 33,6 % étaient chrétiens, 0,8 % étaient Hindouistes, 0,5 % étaient musulmans, 0,9 % étaient bouddhistes et 2,5 % avaient une autre religion.
Parmi ceux d’au moins 15 ans d’âge, 1,593 personnes (29,1 %) avaient un niveau de bachelier ou un degré supérieur et 828 personnes (15,1 %) n’avaient aucune qualification formelle. 
Le statut d’emploi de ceux d’au moins 15 ans d’âge était pour 2,793 personnes (51,0 %) un emploi à temps plein, pour 804 personnes (14,7 %) un emploi à temps partiel et 162 personnes  (3,0 %) étaient sans  emploi.
| Nom              | Population | logements | âge médian | revenus médians |
| ---------------- | ---------- | --------- | ---------- | --------------- |
| Somerfield East  | 3.723      | 1.473     | 38,2 ans   | 37,900 $.       |
| Somerfield West  | 3.060      | 1.176     | 43,0 ans   | 30,400 $.       |
| Nouvelle-Zélande |            |           | 37,4 ans   | 31,800 $        |

## Éducation
- l’école « Somerfield Te Kura Wairepo » est une école primaire, pour les enfants d'un à 6 ans[9] avec un effectif de 458 élèves. L’école ouvrit en 1911[10],[11]

- l’école secondaire Cashmere, Te iringa o Kahukura (en) accueille les enfants de neuf à treize ans[12] avec un effectif de 2 143 élèves. Cette école a ouvert en 1956 sous le nom de «Cashmere High School», et a gagné son nom Māori de « Te iringa o Kahukura» en 1972[13].

Les deux écoles sont mixtes. Les effectifs sont ceux de mars 2022